# Operalia
Operalia est un concours international de chant lyrique créé par Plácido Domingo. Il est organisé annuellement depuis 1993.

## Histoire
Le concours Operalia est créé en 1993 par le chanteur d'opéra Plácido Domingo. La première édition a lieu à Paris, au théâtre du Châtelet. L'évènement a depuis été organisé dans des villes comme Washington, Madrid ou encore Hong Kong. Pour son 20e anniversaire, le concours se tient à Vérone. Douze artistes parviennent en finale, sur un total de 600 candidats.
Operalia fait partie des concours de chant les plus prestigieux au monde, avec Singer of the World. De nombreux artistes s'y sont révélés, dont José Cura, Nina Stemme, Rolando Villazón, et Joyce DiDonato,.

## Organisation
Le concours est ouvert aux jeunes chanteurs. La prestation des candidats est évaluée par un jury de professionnels composé d'artistes lyriques, de metteurs en scène et de directeurs de salles. Un « prix du public » est également décerné,.
Le concours est sponsorisé par Rolex, l'Union de banques suisses et le groupe baron Philippe de Rothschild. Les artistes distingués par le jury reçoivent un prix en argent. La somme de 30 000 dollars est attribuée à celles et ceux remportant un 1er prix, puis 20 000 dollars pour un 2d prix et 10 000 dollars pour un 3e prix. Des sommes supplémentaires sont attribuées aux artistes prenant part à l'épreuve optionnelle de la zarzuela.

## Artistes récompensés
Les artistes suivants ont été récompensés par le jury :

### Années 2020
| nom                  | type de voix  | pays         | prix     | année |
| -------------------- | ------------- | ------------ | -------- | ----- |
| Kathleen O'Mara      | soprano       | États-Unis   | 1er prix | 2024  |
| Le Bu                | baryton basse | Chine        | 1er prix | 2024  |
| Julie Roset          | soprano       | France       | 1er prix | 2023  |
| Stephano Park        | basse         | Corée du Sud | 1er prix | 2023  |
| Juliana Grigoryan    | soprano       | Arménie      | 1er prix | 2022  |
| Anthony León         | ténor         | États-Unis   | 1er prix | 2022  |
| Victoria Karkacheva  | mezzo-soprano | Russie       | 1er prix | 2021  |
| Iván Ayón-Rivas (en) | ténor         | Pérou        | 1er prix | 2021  |

L'édition 2020 du concours a été annulée en raison de la pandémie de Covid-19.

### Années 2010
| nom                                             | type de voix  | pays           | prix               | année |
| ----------------------------------------------- | ------------- | -------------- | ------------------ | ----- |
| Adriana Gonzalez en espagnol : Adriana González | soprano       | Guatemala      | 1er prix           | 2019  |
| Xabier Anduaga                                  | ténor         | Espagne        | 1er prix           | 2019  |
| Emily D’Angelo                                  | mezzo-soprano | Canada/Italie  | 1er prix           | 2018  |
| Pavel Petrov                                    | ténor         | Biélorussie    | 1er prix           | 2018  |
| Adela Zaharia (en)                              | soprano       | Roumanie       | 1er prix           | 2017  |
| Levy Sekgapane (en)                             | ténor         | Afrique du Sud | 1er prix           | 2017  |
| Elsa Dreisig                                    | soprano       | France         | 1er prix           | 2016  |
| Keon-Woo Kim                                    | ténor         | Corée du Sud   | 1er prix           | 2016  |
| Lise Davidsen                                   | soprano       | Norvège        | 1er prix           | 2015  |
| Ioan Hotea                                      | ténor         | Roumanie       | 1er prix           | 2015  |
| Rachel Willis-Sørensen                          | soprano       | États-Unis     | 1er prix           | 2014  |
| Mario Chang                                     | ténor         | Guatemala      | 1er prix           | 2014  |
| Aida Garifullina                                | soprano       | Russie         | 1er prix           | 2013  |
| Ao Li (en)                                      | baryton-basse | Chine          | 1er prix           | 2013  |
| Janai Brugger (en)                              | soprano       | Russie         | 1er prix           | 2012  |
| Anthony Roth Costanzo (en)                      | contreténor   | États-Unis     | 1er prix (ex-equo) | 2012  |
| Enkhbatyn Amartüvshin                           | baryton       | Mongolie       | 1er prix (ex-equo) | 2012  |
| Pretty Yende                                    | soprano       | Afrique du Sud | 1er prix           | 2011  |
| René Barbera (en)                               | ténor         | États-Unis     | 1er prix           | 2011  |
| Sonya Yoncheva                                  | soprano       | Bulgarie       | 1er prix           | 2010  |
| Stefan Pop                                      | ténor         | Roumanie       | 1er prix           | 2010  |

### Années 2000
| nom                                                | type de voix  | pays               | prix     | année |
| -------------------------------------------------- | ------------- | ------------------ | -------- | ----- |
| Julia Novikova (en)                                | soprano       | Russie             | 1er prix | 2009  |
| Alexey Kudrya (en)                                 | ténor         | Russie             | 1er prix | 2009  |
| María Katzarava (es) en espagnol : María Katzarava | soprano       | Mexique            | 1er prix | 2008  |
| Joel Prieto                                        | ténor         | Espagne/Porto Rico | 1er prix | 2008  |
| Ekaterina Lekhina                                  | soprano       | Russie             | 1er prix | 2007  |
| Tae Joong Yang                                     | baryton       | Corée du Sud       | 1er prix | 2007  |
| Maija Kovaļevska (en)                              | soprano       | Lettonie           | 1er prix | 2006  |
| David Lomeli en espagnol : David Lomelí            | ténor         | Mexique            | 1er prix | 2006  |
| Susanna Phillips (en)                              | soprano       | États-Unis         | 1er prix | 2005  |
| Vasily Ladyukg                                     | baryton       | Russie             | 1er prix | 2005  |
| Woo Kyung Kim                                      | ténor         | Corée du Sud       | 1er prix | 2004  |
| Adriana Damato (it)                                | soprano       | Italie             | 1er prix | 2003  |
| Carmen Giannattasio                                | soprano       | Italie             | 1er prix | 2002  |
| Elena Manistina                                    | mezzo-soprano | Russie             | 1er prix | 2002  |
| Yang Guang (mezzo-soprano) (en)                    | mezzo-soprano | Chine              | 1er prix | 2001  |
| Isabel Bayrakdarian                                | soprano       | Canada             | 1er prix | 2000  |

### Années 1990
| nom                                                                         | type de voix  | pays         | prix     | année |
| --------------------------------------------------------------------------- | ------------- | ------------ | -------- | ----- |
| Orlin Anastassov (en)                                                       | basse         | Bulgarie     | 1er prix | 1999  |
| Erwin Schrott                                                               | basse         | Uruguay      | 1er prix | 1998  |
| Carla Maria Izzo                                                            | soprano       | Italie       | 1er prix | 1997  |
| Chang Yong Liao                                                             | baryton       | Chine        | 1er prix | 1997  |
| Lynette Tapia                                                               | soprano       | États-Unis   | 1er prix | 1996  |
| John Osborn                                                                 | ténor         | États-Unis   | 1er prix | 1996  |
| Sung Eun Kim                                                                | soprano       | Corée du Sud | 1er prix | 1995  |
| Miguel Angel Zapater Tapia en espagnol : Miguel Ángel Zapater Tapia         | basse         | Espagne      | 1er prix | 1995  |
| Simone Alberghini                                                           | basse         | Italie       | 1er prix | 1994  |
| Oxana Arkaeva                                                               | soprano       | Ukraine      | 1er prix | 1994  |
| Brian Asawa                                                                 | contreténor   | États-Unis   | 1er prix | 1994  |
| José Cura                                                                   | ténor         | Argentine    | 1er prix | 1994  |
| Maria-Cécilia Diaz en espagnol : María Cecilia Díaz, dite Cecilia Díaz (es) | mezzo-soprano | Argentine    | 1er prix | 1994  |
| Bruce Fowler (en)                                                           | ténor         | États-Unis   | 1er prix | 1994  |
| Ainhoa Arteta (en)                                                          | soprano       | Espagne      | 1er prix | 1993  |
| Inva Mula Tschako                                                           | soprano       | Albanie      | 1er prix | 1993  |
| Nina Stemme                                                                 | mezzo-soprano | Suède        | 1er prix | 1993  |
| Kwangchul Youn                                                              | basse         | Corée du Sud | 1er prix | 1993  |